# Campbellia
Campbellia é um género botânico pertencente à família Scrophulariaceae.